# Hydriomena oasis
Hydriomena oasis är en fjärilsart som beskrevs av Dyar 1915. Hydriomena oasis ingår i släktet Hydriomena och familjen mätare. Inga underarter finns listade i Catalogue of Life.